# Алания, Ламара Естатовна
Ламара Естатовна Алания (род. 1936) — машинист линии скручивания чайного листа Зугдидской чайной фабрики № 2 производственного объединения чайной промышленности «Чай-Грузия» Министерства пищевой промышленности Грузинской ССР, Герой Социалистического Труда (17.03.1981).
Родилась в деревне в семье колхозников-чаеводов.
В 1956 г. окончила среднюю школу и уехала в Зугдиди. Поступила работать крутильщицей на Зугдидскую чайную фабрику № 2. Самостоятельно, без периода ученичества, освоила все навыки профессии.
Участвовала в испытаниях и наладке механизированной технологической линии скручивания чайного листа производительностью 25—30 тонн зеленого листа в сутки, которая исключила тяжелый ручной труд — загрузку и выгрузку роллеров. Указала ряд технических недоделок и предложила методы их исправления, за что изобретатели кандидаты технических наук Реваз Джинджолия, Реваз Хоперия и Георгий Цинцадзе включили её в число соавторов.
Личный план десятой пятилетки выполнила досрочно — к 1 Мая. Сверх плана выработала 100 тонн продукции на 20 тысяч рублей.
Герой Социалистического Труда (17.03.1981).